# Le Chameau sauvage
Le Chameau sauvage est le premier roman de Philippe Jaenada paru en août 1997 aux éditions Julliard et ayant obtenu la même année le prix de Flore.

## Historique
Le roman reçoit tout d'abord le prix Alexandre-Vialatte, puis est récompensé le 21 novembre 1997 par le prix de Flore qui lui est décerné à six voix contre quatre à Au plafond d'Éric Chevillard et une à Des hommes qui s'éloignent de François Taillandier.
En 2002, il est adapté au cinéma dans le film A+ Pollux de Luc Pagès.

## Éditions
- Éditions Julliard, 1997,  (ISBN 9782260014744)
- J'ai lu, no 4952, 1998  (ISBN 9782290049525) ; réédition, coll. « Nouvelle Génération », 2005,  (ISBN 978-2290349533)

## Adaptation cinématographique
- 2002 : A+ Pollux, film français réalisé par Luc Pagès, adaptation du roman Le Chameau sauvage